# Lotte Grigel
Lotte Grigel (* 5. April 1991 in Esbjerg) ist eine ehemalige dänische Handballspielerin.

## Karriere
Lotte Grigel begann mit sechs Jahren das Handballspielen bei KVIK Esbjerg. Mit dem Verein gewann sie 2006 die dänische Meisterschaft der Altersklasse Piger und 2008 die dänische Meisterschaft der Altersklasse Dame Junior. 2008 wechselte die Rückraumspielerin zu Team Esbjerg, wo sie in der höchsten dänischen Spielklasse spielte. Im November 2015 schloss sie sich dem russischen Erstligisten GK Rostow am Don an. Mit Rostow gewann sie 2017 den EHF-Pokal sowie die russische Meisterschaft. Ab dem Sommer 2017 stand sie beim ungarischen Verein Debreceni Vasutas SC unter Vertrag. Grigel stand ab der Saison 2019/20 beim französischen Erstligisten Nantes Atlantique Handball unter Vertrag. Im Sommer 2021 endete ihr Vertrag bei Nantes. Im Februar 2021 gab Grigel ihre Schwangerschaft bekannt. Nach der Geburt ihres Kindes entschloss sie sich ihre Karriere zu beenden.
Grigel bestritt 43 Länderspiele für die dänische U18-Nationalmannschaft, in denen sie 203 Treffer erzielte. Im Sommer 2008 belegte Grigel den dritten Platz bei der U18-Weltmeisterschaft und wurde als beste Spielmacherin in das Allstar-Team gewählt.
Am 14. Oktober 2008 gab Grigel im Alter von 17 Jahren 6 Monaten und 9 Tagen ihr Debüt in der dänischen A-Nationalmannschaft, wodurch sie zur viertjüngsten Debütantin im dänischen Nationaldress wurde. Anschließend belegte sie im selben Jahr bei den Europameisterschaften in Mazedonien Platz elf.
Grigel ist seit dem Jahr 2023 als TV-Expertin bei Handballübertragungen des dänischen Fernsehsenders DR tätig.